# LY-379,268
LY-379,268 je lek koji se koristi u neurološkim istraživanjima. On deluje kao potentan i selektivan agonist za grupu II metabotropnih glutamatnih receptora (2/3).
On je izveden iz starijeg agonista mGluR groupe II eglumegada, i doveo je do razvoja potentnijeg jedinjenja LY-404,039, ali se još uvek koristi u istraživanjima. LY-379,268 ima sedativne, neuroprotektivne, antizavisničke i antikonvulsantske efekte na životinjama, i blokira dejstvo PCP-a i DOI-a, što je dovelo do ispitivanja LY-379,268 i sličnih jedinjenja kao potencijalnih antipsihotičnih lekova za tretman šizovrenije.